# Awaryjne lądowanie lotu PLL LOT 016

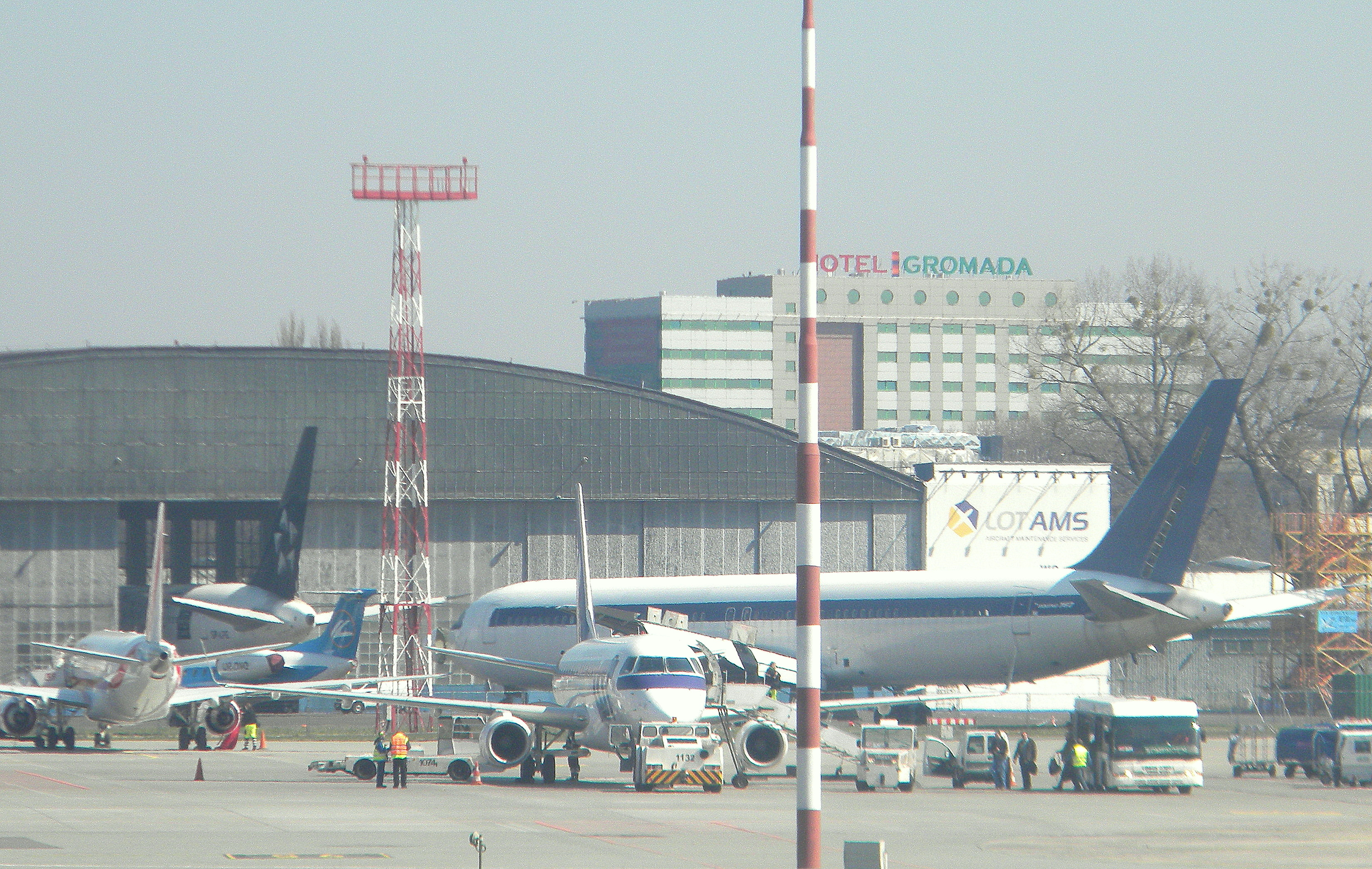
Boeing 767-35D SP-LPC w kwietniu 2013 na Lotnisku Chopina w czasie stopniowej rozbiórki na części

Awaryjne lądowanie lotu PLL LOT 016 – awaryjne lądowanie samolotu Boeing 767-35D (ER), z awarią podwozia, do którego doszło 1 listopada 2011 roku na Lotnisku Chopina w Warszawie. Było to jedyne w historii tego portu lotniczego lądowanie ze schowanym podwoziem.

## Samolot
Maszyna, która brała udział w wypadku lotniczym, to Boeing 767-300ER o numerze seryjnym 28656, oddany do użytku w 1997 roku (pierwszy lot 5 maja 1997). Po dostarczeniu do PLL LOT samolot otrzymał numer rejestracyjny SP-LPC i została mu nadana nazwa Poznań.

## Przebieg lotu
1 listopada 2011 roku Boeing 767 odbywał lot z Newark do Warszawy. Kapitanem lotu nr 016 był Tadeusz Wrona, a drugim pilotem Jerzy Szwarc. Pierwsze informacje o kłopotach technicznych załoga sygnalizowała już w pół godziny po starcie z portu lotniczego Newark-Liberty w Stanach Zjednoczonych. Stwierdzono usterkę centralnego systemu hydraulicznego. Po zrealizowaniu procedury (zawartej w QRH – Quick Reference Handbook) związanej z sygnalizacją usterki i konsultacji z centrum operacyjnym operatora załoga podjęła decyzję o kontynuowaniu lotu do Warszawy. Pasażerów o awarii poinformowano w trzeciej godzinie lotu. W trakcie podejścia do lądowania na lotnisko Warszawa-Okęcie załoga wykonała procedurę wypuszczenia podwozia za pomocą instalacji alternatywnej. Okazało się, że zadziałały klapy, ale nie wysunęło się podwozie. Załoga sprawdziła poprawność wykonania procedury. Następnie zgłosiła kontrolerowi ruchu lotniczego informację o braku możliwości wypuszczenia podwozia i poprosiła o pomoc centrum operacyjne. Samolot krążył w okolicy lotniska przez godzinę, aby wypalić paliwo, którego było zbyt wiele na lądowanie awaryjne. Liczono także, że grawitacja odblokuje podwozie, co jednak nie nastąpiło.
Około godziny 13:40 informację o kłopotach boeinga otrzymało lotnictwo wojskowe. Dwa myśliwce F-16 wystartowały w ciągu 10 minut z 32. Bazy Lotnictwa Taktycznego w Łasku. Kilka minut później zbliżyły się do boeinga i nawiązały kontakt z samolotem. Piloci F-16 potwierdzili kapitanowi Wronie, że podwozie nie jest wypuszczone, a następnie eskortowali samolot aż do udanego lądowania około godziny 14:30. Samolot przyziemił na drodze startowej 33. Ocierał się kadłubem i gondolami silników o nawierzchnię, która została przedtem zalana pianą przeciwpożarową. Pasażerowie opowiadali później, że nie odczuli wstrząsów. Bali się tylko pożaru, przed którym ostrzegała stewardesa. Ludzie krzyczeli, lamentowali, ale przy lądowaniu zapadła grobowa cisza. Nie doszło do paniki. Samolot zatrzymał się bez zbaczania z pasa na skrzyżowaniu dróg startowych, co spowodowało czasowe zamknięcie całego portu lotniczego do 2 listopada 2011 roku do godziny 22:34. Zabrakło czynnych dróg startowych. Tak długi czas zamknięcia uzasadniono oczekiwaniem przybycia eksperta firmy Boeing z Seattle, który miał współpracować z Państwową Komisją Badania Wypadków Lotniczych.
Samoloty, które wystartowały do Warszawy przed tym zdarzeniem, skierowano na inne cywilne lotniska w Polsce. Dwadzieścia sześć zastępów straży pożarnej zabezpieczało lądowanie, a część z nich rozpoczęła oblewanie samolotu pianą, gdyż ryzyko pożaru wciąż nie zostało zażegnane. Pasażerom udzielono pomocy psychologicznej w lotniskowym ośrodku. Pomoc medyczna okazała się konieczna tylko wobec nieznacznej liczby osób.
Moment awaryjnego lądowania został pokazany na żywo przez TVP Info oraz TVN24. Opublikowano nagrania telewizyjne oraz dobrej jakości nagrania amatorskie z lądowania i ewakuacji pasażerów, a także wysokiej rozdzielczości fotografie z lądowania. 4 listopada 2011 roku TVP Wrocław wyemitowała film nagrany przez pasażera samolotu w czasie lądowania i podczas ewakuacji.

## Przyczyny zdarzenia i dochodzenie
Działająca przy Ministerstwie Infrastruktury Państwowa Komisja Badania Wypadków Lotniczych zakwalifikowała awaryjne lądowanie Boeinga 767 jako wypadek lotniczy. Raport końcowy opublikowany został 15 grudnia 2017 roku.
W trakcie badania ustalono następujące przyczyny wypadku:
1. Uszkodzenie giętkiego przewodu hydraulicznego łączącego instalację hydrauliczną na prawej goleni podwozia z instalacją hydrauliczną „C”, które zapoczątkowało zdarzenie.
2. Otwarty (wyłączony) bezpiecznik C829 BAT BUS DISTR w obwodzie zasilania instalacji awaryjnego wypuszczania podwozia w warunkach niesprawności centralnej instalacji hydraulicznej.
3. Niewykrycie przez załogę otwartego bezpiecznika C829 podczas podejścia do lądowania, po stwierdzeniu, że nie można wypuścić podwozia z użyciem instalacji alternatywnej.

Czynniki sprzyjające zaistnieniu zdarzenia były następujące:
1. Brak osłon zabezpieczających bezpieczniki na panelu P6-1 przed przypadkowym mechanicznym wyłączeniem; od linii produkcyjnej 863 osłony te są montowane fabrycznie (samolot SP-LPC pochodził z linii produkcyjnej 659).
2. Pozycja bezpiecznika C829 na panelu P6-1 (skrajne dolne położenie), utrudniająca obserwację jego stanu i sprzyjająca jego niezamierzonemu, mechanicznemu wyłączeniu.
3. Brak skutecznych procedur w Centrum Operacyjnym PLL LOT, co utrudniło udzielenie załodze specjalistycznej pomocy.
4. Niewykonanie przez Operatora Biuletynu SB-767-32-0162.

## Następstwa
7 listopada 2011 roku prezydent RP wręczył ordery i odznaczenia dla załogi samolotu oraz przedstawicieli służb ratunkowych. W sobotę, 12 listopada 2011 roku, w Świątyni Opatrzności Bożej w Warszawie odprawiono mszę świętą dziękczynną za szczęśliwe lądowanie samolotu, z udziałem m.in. załogi samolotu oraz podsekretarza stanu w kancelarii prezydenta Macieja Klimczaka.
W negocjacjach między PLL LOT, ubezpieczycielem oraz właścicielem samolotu, przedsiębiorstwem Aircastle, od którego LOT dzierżawił maszynę, ustalono, że naprawa jest nieopłacalna. Samolot wystawiono na sprzedaż. Ofertę zakupu złożyły polskie siły specjalne, z zamiarem przeznaczenia kadłuba do ćwiczeń antyterrorystycznych. Samolot został jednak sprzedany w całości firmie brytyjskiej z przeznaczeniem na części.